# Our World
Our World (trasmesso in Italia con il titolo Il nostro mondo) è stato un programma televisivo andato in onda sul Programma nazionale la sera del 25 giugno 1967: si è trattato del primo programma televisivo trasmesso in mondovisione della storia.
La trasmissione oggi è ricordata soprattutto perché i Beatles suonarono per la prima volta il pezzo All You Need Is Love, composto per l'occasione, durante il collegamento in diretta da Londra.

## Storia
Il programma prevedeva servizi in diretta dai cinque continenti, trasmessi via satellite. Per l'Italia il collegamento fu effettuato da un circolo ippico di Castellazzo di Bollate (MI), dove si esibirono i fratelli Piero e Raimondo D'Inzeo, atleti olimpionici di equitazione. Un secondo collegamento venne fatto da Tuscania (VT), dove il regista Franco Zeffirelli stava girando Romeo e Giulietta.
Per il Regno Unito il collegamento venne trasmesso dagli studi di Abbey Road, dove i Beatles cantarono All You Need Is Love per la prima volta.

## Paesi collegati
I paesi che parteciparono alla trasmissione furono:
| Paese          | Rete televisiva |
| -------------- | --------------- |
| Australia      | ABC             |
| Austria        | ORF             |
| Canada         | CBC             |
| Danimarca      | DR              |
| Francia        | ORTF            |
| Germania Ovest | ARD             |
| Giappone       | NHK             |
| Italia         | Rai             |
| Messico        | TSM             |
| Portogallo     | RTP             |
| Regno Unito    | BBC             |
| Spagna         | TVE             |
| Stati Uniti    | NET             |
| Svezia         | SR              |
| Tunisia        | RTT             |

 Cecoslovacchia,  Germania Est,  Polonia,  Ungheria e  Unione Sovietica boicottarono la trasmissione per protesta contro la Guerra dei sei giorni.